# Al Jefferson
Albus Ricardo "Al" Jefferson (Monticello, 4 de janeiro de 1985) é um ex-jogador norte-americano de basquetebol profissional.

## Carreira

### Universidade
Jefferson participou Prentiss High School em Prentiss nos anos de 2000 a 2004. Em seu último ano para os Bulldogs obteve a média de 42,6 pontos, 18 rebotes e 7 tocos por jogo. Ele tinha ganho uma bolsa para participar do University of Arkansas para jogar com o Arkansas Razorbacks mas optou por não entrar no NBA Draft de 2004.

### NBA

#### Boston Celtics
O Jogador foi sorteado pelo Boston Celtics na primeira rodada da NBA Draft sendo considerado revelação internacional pois, atuava ao lado de Paul Pierce e Delonte West. Durante a equipe de Boston, Jefferson teve uma média de 9,3 pontos e 7 rebotes por jogo em apenas 22 minutos por partida na temporada 2006-07, sua melhor partida pelo Boston Celtics foi realizada em 9 de dezembro de 2006 que fez 29 pontos e 14 rebotes saindo de quadra aplaudido de pé.

#### Minnesota Timberwolves
No dia 31 de julho de 2007, foi anunciado que Al Jefferson iria jogar pelo Minnesota Timberwolves ao lado de Sebastían Telfair, Ryan Gomes, Gerald Green e Theo Ratliff, ele foi negociado como moeda de troca pelo All-Star Kevin Garnett o que foi noticiado no mundo inteiro. Ele acertou um contrato de 65 milhões de dolares por 5 anos de contrato.
Em sua primeira temporada pelo Minnesota Timberwolves, Jefferson se tornou o líder do time durante os 82 jogos da temporada regular classificando a equipe para os Playoffs do Campeonato Nacíonal, o jogador teve durante a temporada uma média de 21 pontos por jogo se tornando um jogador de nível excelente e já era comparado a Dwight Howard do Orlando Magic e Carlos Boozer do Utah Jazz.
Pela temporada de 2008-09, Al Jefferson ja se mostrava em bom nível pois nos 50 jogos da NBA, o jogador ja possuia uma média de 23 pontos, 11 assistencias e 1,7 rebotes por jogo sendo duvida para entrar para o NBA All-Star Game mas, tudo isso não se realizou graças a uma lesão na coxa que lhe tirou de todo campeontato. Atualmente, Jefferson é carinhosamente conhecido pelos fãs como "Big Al" e ele foi para o ponto onde ele assina todos os seus autógrafos apenas com seu apelido e seu número (25), em vez de seu nome completo.

#### Charlotte Bobcats / Hornets

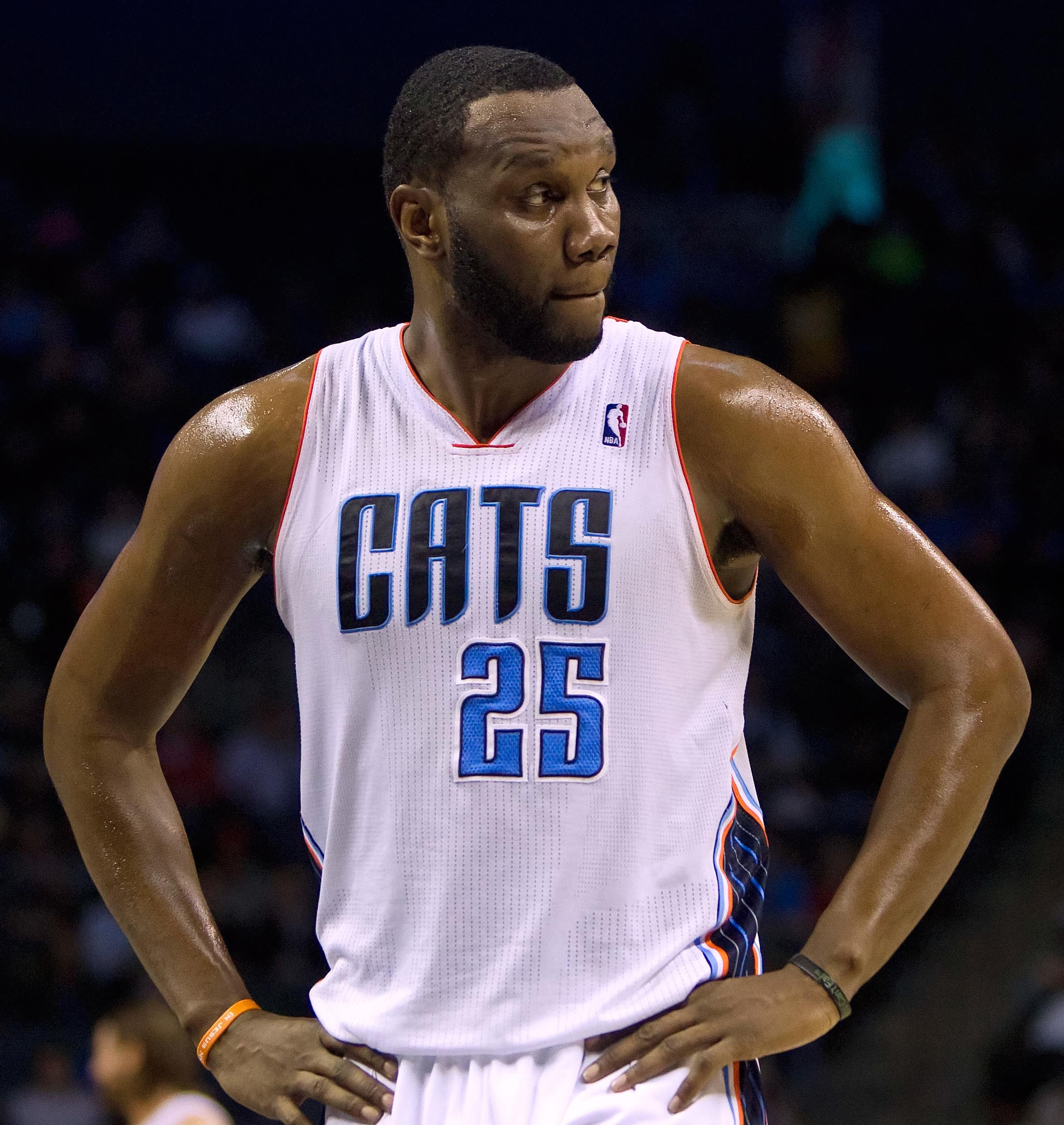
Al Jefferson em 2014, pelo Charlotte Bobcats

Depois de grandes temporadas atuando pelo Utah Jazz ele se tornou agente livre e poderia assinar com qualquer equipe e escolheu equipe do Charlotte Bobcats.

#### Indiana Pacers
Em 9 de julho de 2016, Jefferson assinou para jogar por três anos no Indiana Pacers, com um salário de U$30 milhões. Ele jogara ao lado do armador Jeff Teague e do ala-pivô Thaddeus Young. 

## Estatísticas na NBA

### Temporada regular
| Ano     | Equipe    | PJ  | PT  | MPP  | %TC  | %3P  | %TL  | RPP  | APP | ROB | TPP | PPP  |
| ------- | --------- | --- | --- | ---- | ---- | ---- | ---- | ---- | --- | --- | --- | ---- |
| 2004-05 | Boston    | 71  | 1   | 14.8 | .528 | .000 | .630 | 4.4  | .3  | .3  | .8  | 6.7  |
| 2005-06 | Boston    | 59  | 7   | 18.0 | .499 | .000 | .642 | 5.1  | .5  | .5  | .8  | 7.9  |
| 2006-07 | Boston    | 69  | 60  | 33.6 | .514 | .000 | .681 | 11.0 | 1.3 | .7  | 1.5 | 16.0 |
| 2007-08 | Minnesota | 82  | 82  | 35.6 | .500 | .000 | .721 | 11.1 | 1.4 | .9  | 1.5 | 21.0 |
| 2008-09 | Minnesota | 50  | 50  | 36.7 | .497 | .000 | .738 | 11.0 | 1.6 | .8  | 1.7 | 23.1 |
| 2009-10 | Minnesota | 76  | 76  | 32.4 | .498 | .000 | .680 | 9.3  | 1.8 | .8  | 1.3 | 17.1 |
| 2010-11 | Utah      | 82  | 82  | 35.9 | .496 | .000 | .761 | 9.7  | 1.8 | .6  | 1.9 | 18.6 |
| 2011-12 | Utah      | 61  | 61  | 34.0 | .492 | .250 | .774 | 9.6  | 2.2 | .8  | 1.7 | 19.2 |
| 2012-13 | Utah      | 78  | 78  | 33.1 | .494 | .118 | .770 | 9.2  | 2.1 | 1.0 | 1.1 | 17.8 |
| 2013-14 | Charlotte | 73  | 73  | 35.0 | .509 | .200 | .690 | 10.8 | 2.1 | .9  | 1.1 | 21.8 |
| 2014-15 | Charlotte | 65  | 61  | 30.6 | .481 | .400 | .655 | 8.4  | 1.7 | .7  | 1.3 | 16.6 |
| 2015-16 | Charlotte | 47  | 18  | 23.3 | .485 | .000 | .649 | 6.4  | 1.5 | .6  | .9  | 12.0 |
| Total   | Total     | 813 | 649 | 30.6 | .498 | .129 | .707 | 8.9  | 1.5 | .7  | 1.3 | 16.7 |

### Playoffs
| Ano   | Equipe    | PJ | PT | MPP  | %TC  | %3P  | %TL  | RPP | APP | ROB | TPP | PPP  |
| ----- | --------- | -- | -- | ---- | ---- | ---- | ---- | --- | --- | --- | --- | ---- |
| 2005  | Boston    | 7  | 0  | 19.4 | .415 | .000 | .750 | 6.4 | .3  | .6  | 1.1 | 6.1  |
| 2012  | Utah      | 4  | 4  | 35.3 | .529 | .000 | .250 | 8.5 | 2.5 | 1.3 | .8  | 18.3 |
| 2014  | Charlotte | 3  | 3  | 35.3 | .491 | .000 | .800 | 9.3 | .7  | .3  | 1.7 | 18.7 |
| 2016  | Charlotte | 7  | 5  | 24.0 | .506 | .000 | .692 | 6.1 | 1.1 | .6  | .4  | 13.3 |
| Total | Total     | 21 | 12 | 26.2 | .494 | .000 | .676 | 7.1 | 1.0 | .7  | .9  | 12.6 |